# Elymnias deva
Elymnias deva är en fjärilsart som beskrevs av Moore 1893-1896. Elymnias deva ingår i släktet Elymnias och familjen praktfjärilar. Inga underarter finns listade i Catalogue of Life.